# Marton Csokas
Marton Paul Csokas (ur. 30 czerwca 1966 w Invercargill) – nowozelandzki aktor telewizyjny i filmowy.

## Życiorys

### Wczesne lata
Urodził się i dorastał w Invercargill jako syn inżyniera mechanika – emigranta z Węgier i pielęgniarki – Nowozelandki, mającej korzenie angielsko-irlandzko-duńskie. Jego rodzice rozwiedli się, gdy był jeszcze niepełnoletni. Studiował na Canterbury University w Christchurch. W 1989 ukończył Nowozelandzką Szkołę Dramatyczną i związał się z grupą teatralną.

### Kariera
Debiutował na dużym ekranie rolą Dennisa w filmie sci-fi Jack Brown Geniusz (Jack Brown Genius, 1994). Następnie przez dwa lata występował w nowozelandzkiej operze mydlanej Shortland Street (1994-96) oraz dramacie Szukając miłości (Broken English, 1996) jako Darko. Odnosił także sukcesy na scenie Stronghold Theatre. Wkrótce pojawił się jako Tarlusa w serialu Herkules (Hercules: The Legendary Journeys, 1996) oraz otrzymał podwójną rolę Khrafstara (1997, 1998) i Boriasa w serialu Xena: Wojownicza księżniczka (Xena: Warrior Princess, 1997–1998, 2000–2001).
Znalazł się też w obsadzie seriali telewizyjnych: Szczury wodne (Water Rats, 1999), Władca zwierząt (BeastMaster, 2000) jako Qord z Danielem Goddardem, Kleopatra 2525 (Cleopatra 2525, 2001), dramacie Hurrah (1998), miniserialu Farma (The Farm, 2001) i thrillerze sensacyjnym na podstawie powieści Roberta Ludluma Krucjata Bourne’a (The Bourne Supremacy, 2004). Widzowie podziwiali jego talent w roli tajemniczego rosyjskiego anarchisty o imieniu Yorgi, dowódcy terrorystycznej organizacji o nazwie Anarchia 99 w filmie akcji xXx (2002).

## Filmografia

### Filmy fabularne
- 1994: Jack Brown Genius jako Dennis
- 1994: A Game with No Rules jako Kane
- 1995 Twilight of the Gods jako żołnierz
- 1996: Szukając miłości (Broken English) jako Darko
- 1996: Chicken
- 1998: Hurrah jako Raoul Trujillo
- 2000: Maska małpy (The Monkey's Mask) jako Nick Maitland
- 2000: Accidents jako Chug
- 2000: The Three Stooges jako Ted Healy
- 2000: Happy Birthday 2 You jako dr Leonard Rossi-Dodds
- 2001 The Farm jako Adrian Beckett
- 2001: Xena: Wojownicza księżniczka: Koniec Legendy (Xena: Warrior Princess: Series Finale) jako Borias
- 2001: Władca Pierścieni: Drużyna Pierścienia (Lord of the Rings: The Fellowship of the Ring, The) jako Celeborn
- 2001 Rain jako Cady
- 2002: xXx jako Yorgi
- 2002: Garage Days jako Shad Kern
- 2002: Gwiezdne wojny: część II – Atak klonów jako Poggle the Lesser (głos)
- 2003: Linia czasu (Timeline) jako Robert de Kere
- 2003: Władca Pierścieni: Powrót króla jako Celeborn
- 2003: Kangur Jack (Kangaroo Jack) jako pan Smith
- 2004: Krucjata Bourne’a (The Bourne Supremacy) jako Jarda
- 2004: Morderca ze wschodu (Evilenko) jako Vadim Timurovic Lesiev
- 2005: Aeon Flux jako Trevor Goodchild
- 2005: Królestwo niebieskie (Kingdom of Heaven) jako Guy de Lusignan
- 2005: VI Batalion (The Great Raid) jako kpt. Redding
- 2005: Obłąkana miłość (Asylum) jako Edgar Stark
- 2010: Alicja w Krainie Czarów jako Charles Kingsleigh
- 2011: Dom snów jako Jack Patterson
- 2011: Dług (The Debt) jako młody Stefan Gold
- 2014: Noe: Wybrany przez Boga jako Lamech (syn Metuszelacha)
- 2014: Bez litości jako Nicolai „Teddy” Itchenko
- 2014: Niesamowity Spider-Man 2' jako dr Ashley Kafka
- 2014: Sin City 2: Damulka warta grzechu jako Damien Lord
- 2016: Prawdziwe zbrodnie (Dark Crimes) jako Krzysztof Kozłow
- 2022: Narodziny mistrza (Prizefighter: The Life of Jem Belcher) jako Lord Rushworth

### Seriale TV
- 1993-95: Shortland Street jako dr Leonard Rossi-Dodds
- 1996: Herkules jako Tarlus
- 1995–2001: Xena: Wojownicza księżniczka (Xena: Warrior Princess) jako Borias
- 1999: Szczury wodne (Water Rats) jako Robert Tremain
- 1999: Cena życia (All Saints) jako brat Thomas
- 1999: Halifax f.p: Swimming with Sharks jako John Garth
- 2000: Zaginiony świat jako Kenner
- 2000: Władca zwierząt (BeastMaster) jako Qord
- 2000: Ucieczka w kosmos (Farscape) jako Br'Nee
- 2014: Kamuflaż jako Ivan Kravec
- 2015–2017: Kraina bezprawia jako baron Quinn